# Matroosfontein
Matroosfontein est un faubourg de la ville du Cap, province du Cap-Occidental en Afrique du Sud. Il est rattaché administrativement à la municipalité métropolitaine de la ville du Cap.

## Étymologie
Le nom Matroos signifie « Marin » en afrikaans[réf. nécessaire].

## Localisation
Matroosfontein est situé à moins de 20 km à l'est du City Bowl (centre de la ville du Cap) et à l'ouest du township de Delft et au nord du township de Gugulethu. L'aéroport international du Cap est situé dans ce quartier.

## Quartiers
Matroosfontein se divise en 14 secteurs : Adriaanse, Bishop Lavis, Boquinar Industrial Area, Cape Town International Airport, Charlesville, Clarkes, Freedom Park Airport, Kalksteenfontein, King David Country Club, Matroosfontein, Montana, Montevideo SP2, Nooitgedacht et Valhalla Park.

## Démographie
Le faubourg de Matroosfontein comprend 77 121 résidents, essentiellement issus de la communauté coloured (90,89 %). Les Bantous, population noire majoritaire en Afrique du Sud, représentent 7,04 % des habitants tandis que les blancs représentent 0,13 % des résidents de Matroosfontein.
La langue maternelle dominante au sein de la population est l'afrikaans (81,62 %) suivi de l'anglais sud-africain (12,68 %).

## Circonscriptions électorales
Matroosfontein se situe dans le 4e arrondissement du Cap (sub council 4) et dans le 5e arrondissement du Cap (sub council 5). Il se partage entre quatre circonscriptions municipales :
- la circonscription municipale no 24 (Adriaanse au sud de Old Stellenbosch Road, est de Adriaanse Avenue, Nord de Maitland Road et ouest de 35th Avenue - Airport City - Bishop Lavis à l'est de Fourth Street, Bishop Lavis et Tafelberg Road, au nord de Olyfberg Road, au nord-ouest de Modderdam Road et au sud-ouest de 35th Avenue - Cape Town Airport au sud de Stellenbosch Road, au sud-est de Modderdam Road, à l'est de Borchards Quarry Road et à l'ouest de la N2 - Valhalla Park). Le conseiller municipal élu de cette circonscription est Asa Abrahams (DA) [2].
- la circonscription municipale no 28 (Adriaanse au sud d'Owen Road, à l'est d'Adriaanse Avenue, au nord de Old Stellenbosch Road et à l'ouest de 35th Avenue - Avonwood - Balvenie - Clarkes Estate - Elnor - Elsies River - Epping Forest). Le conseiller municipal élu de cette circonscription est Christopher Jordaan (DA) [3].
- la circonscription municipale no 30 (The Range - Matroosfontein - Ruyterwacht - Valhalla Park - WP Park - Epping Forest - Goodrail - Elsies River - Bishop Lavis à l'est de Valhalla Drive, au nord-ouest de Helderberg Road et à l'ouest def Bishop Lavis Drive et de Fourth Street - Kalksteenfontein - Epping Industria 2 - WP Showgrounds). Le conseiller municipal élu de cette circonscription est Michael Britz (DA) [4].
- la circonscription municipale no 31 (Montana Extension - Nooitgedacht - Valhalla Park - Montevideo - King David Country Club - Durheim - Charlesville - Boquinar Industrial Area - Kalksteenfontein - Bonteheuwel au sud de Blombos Street, Borriehout Street et Loganberry Street, à l'est de Bonteheuwel Avenue et Smalblaar Road, au nord de Settlers Drive et à l'ouest de la voie ferrée). Le conseiller municipal élu de cette circonscription est Naas Abrahams (DA) [5].